# 제2차 요시다 내각
제2차 요시다 내각(일본어: 第2次吉田内閣)은 전 내각총리대신 요시다 시게루가 제48대 내각총리대신으로 임명되어, 1948년 10월 15일부터 1949년 2월 16일까지 존재한 일본의 내각이다.

## 재직 기간
- 1948년(쇼와 23년) 10월 15일 ~ 1949년(쇼와 24년) 2월 16일
- 재직 일수 : 125일

## 각료
내각 조성이 늦었기 때문에 10월 15일부터 10월 19일까지 요시다 시게루가 스스로 각 부처의 임시 대리 및 장관의 사무 취급을 했다.
- 내각총리대신 - 요시다 시게루
- 외무대신 - 요시다 시게루(임시 대리) / 요시다 시게루(겸임, 1948년 10월 19일 ~ )
- 대장대신 - 요시다 시게루(임시 대리) / 이즈미야마 산로쿠(1948년 10월 19일 ~ ) / 오야 신조(임시 대리, 1948년 12월 14일 ~ )
- 법무총재 - 요시다 시게루(임시 대리) / 우에다 슌키치((1948년 11월 7일 ~ )
- 문부대신 - 요시다 시게루(임시 대리) / 시모조 야스마로(1948년 10월 19일 ~ )
- 후생대신 - 요시다 시게루(임시 대리) / 하야시 조지(부총리 겸임, 1948년 10월 19일 ~ )
- 농림대신 - 요시다 시게루(임시 대리) / 스토 히데오(1948년 10월 19일 ~ )
- 상공대신 - 요시다 시게루(임시 대리) / 오야 신조(1948년 10월 19일 ~ )
- 운수대신 - 요시다 시게루(임시 대리) / 오자와 사에키(1948년 10월 19일 ~ )
- 체신대신 - 요시다 시게루(임시 대리) / 후루하타 도쿠야(1948년 10월 19일 ~ )
- 노동대신 - 요시다 시게루(임시 대리) / 마스다 가네시치(1948년 10월 19일 ~ )
- 건설대신 - 요시다 시게루(임시 대리) / 마스타니 슈지(1948년 10월 19일 ~ )
- 행정관리청 장관 - 요시다 시게루(사무 취급) / 우에다 슌키치(겸임, 1948년 10월 19일 ~ ) / 구도 데쓰오(사무 대리, 1948년 11월 10일 ~ )
- 배상청 장관 - 요시다 시게루(사무 취급) / 이노우에 도모하루(1948년 10월 19일 ~ )
- 지방재정위원회 위원장 - (공석) / 이와모토 노부유키(1948년 10월 19일 ~ 1949년 2월 10일) / (공석, 1949년 2월 10일 ~ )
- 경제안정본부 총무장관 - 요시다 시게루(사무 취급) / 이즈미야마 산로쿠(겸무, 1948년 10월 19일 ~ ) / 스토 히데오(사무 대리, 1948년 12월 14일 ~ )
- 물가청 장관 - 요시다 시게루(사무 취급) / 이즈미야마 산로쿠(겸무, 1948년 10월 19일 ~ ) / 스토 히데오(사무 대리, 1948년 12월 14일 ~ )
- 중앙경제조사청 장관 - 요시다 시게루(사무 취급) / 이즈미야마 산로쿠(겸무, 1948년 10월 19일 ~ ) / 스토 히데오(사무 대리, 1948년 12월 14일 ~ )
- 국무대신 - 모리 고타로(1948년 10월 19일 ~ )
  - 내각관방장관 - 사토 에이사쿠(1948년 10월 17일 ~ )
  - 내각관방차장 - 하시모토 료고(1948년 10월 17일 ~ 12월 26일) / 고리 유이치(1948년 12월 25일 ~ )

## 정무 차관
1948년 10월 26일 임명.
- 외무 정무 차관 - 곤도 쓰루요
- 대장 정무 차관 - 아라키 마스오·모리시타 마사카즈(1948년 10월 15일 ~ 10월 26일) / 쓰카다 도이치로·히라오카 이치조
- 법무 정무 차관 - 다나카 가쿠에이( ~ 1948년 11월 29일) / 가지 료사쿠(1948년 12월 4일 ~ )
- 문부 정무 차관 - 구리야마 조지로·오노 미쓰히로
- 후생 정무 차관 - 쇼지 이치로·단 이노
- 농림 정무 차관 - 기타무라 가즈오·이토 고이치(1948년 11월 10일 ~ )
- 상공 정무 차관 - 무라카미 이사무·고바야시 에이조
- 운수 정무 차관 - 가타오카 이사부로·가토 쓰네타로
- 체신 정무 차관 - 스즈키 나오토
- 노동 정무 차관 - 스즈키 마사후미·다케시타 도요쓰구
- 건설 정무 차관 - 에사키 마스미·아카기 마사오
- 지방 재정 정무 차관 - 데라오 유타카
- 경제 안정 정무 차관 - 간다 히로시·나카가와 모치나가

## 참고 문헌
- 하타 이쿠히코 편 《일본 관료제 종합 사전 : 1868 ~ 2000》(도쿄 대학 출판회, 2001년)